# Griphopithèque
Griphopithecus
Genre
Griphopithecus (Griphopithèque en français) est un genre éteint de singes de la famille des hominidés. Il vivait en Europe centrale et en Turquie au cours du Miocène moyen, il y a entre 17 et 13,5 millions d'années (Ma).

## Liste d'espèces
Le genre Griphopithecus comprend deux espèces :
- † Griphopithecus suessi (Abel, 1902) : Europe centrale
  - synonyme : † Griphopithecus darwini
- † Griphopithecus alpani (Tekkaya, 1974) : Turquie

## Description
Des fossiles de Griphopithecus suessi ont été trouvés sur trois sites d'Europe centrale :
- une molaire partielle, à Engelswies, en Allemagne, datée entre 17 et 16,2 Ma
- 5 dents isolées, à Devinska Nova Ves, en Slovaquie, d'environ 15 Ma
- des ossements post-crâniens, à Klein Hadersdorf, en Autriche, d'environ 15 Ma

Le poids d'un Griphopithecus suessi mâle est estimé à environ 50 kg.
Griphopithecus alpani a été trouvé sur deux sites turcs, Pasalar et Çandir, où ses fossiles sont datés entre 15 et 13,6 Ma.

Ses dents sont couvertes d'une couche d'émail moyennement épaisse, dénotant peut-être un régime alimentaire relativement diversifié.

L'espèce présenterait un fort dimorphisme sexuel.

## Classification
Phylogénie des genres actuels d'hominidés, d'après Shoshani et al. (1996) et Springer et al. (2012) :
| Gorillini | Gorilla (Gorille)                                                                                             |
|           | Gorilla (Gorille)                                                                                             |
| Hominini  | \| Panina \| Pan (Chimpanzé) \| \| \| Pan (Chimpanzé) \| \| Hominina \| Homo (Homme) \| \| \| Homo (Homme) \| |
|           | \| Panina \| Pan (Chimpanzé) \| \| \| Pan (Chimpanzé) \| \| Hominina \| Homo (Homme) \| \| \| Homo (Homme) \| |
| Panina    | Pan (Chimpanzé)                                                                                               |
|           | Pan (Chimpanzé)                                                                                               |
| Hominina  | Homo (Homme)                                                                                                  |
|           | Homo (Homme)                                                                                                  |

| Panina   | Pan (Chimpanzé) |
|          | Pan (Chimpanzé) |
| Hominina | Homo (Homme)    |
|          | Homo (Homme)    |

| Gorillini | Gorilla (Gorille)                                                                                             |
|           | Gorilla (Gorille)                                                                                             |
| Hominini  | \| Panina \| Pan (Chimpanzé) \| \| \| Pan (Chimpanzé) \| \| Hominina \| Homo (Homme) \| \| \| Homo (Homme) \| |
|           | \| Panina \| Pan (Chimpanzé) \| \| \| Pan (Chimpanzé) \| \| Hominina \| Homo (Homme) \| \| \| Homo (Homme) \| |
| Panina    | Pan (Chimpanzé)                                                                                               |
|           | Pan (Chimpanzé)                                                                                               |
| Hominina  | Homo (Homme)                                                                                                  |
|           | Homo (Homme)                                                                                                  |

| Panina   | Pan (Chimpanzé) |
|          | Pan (Chimpanzé) |
| Hominina | Homo (Homme)    |
|          | Homo (Homme)    |

Griphopithecus appartiendrait au groupe des Kenyapithecinae (Leakey, 1962), parfois aussi appelé Griphopithecinae (Begun, 2002), une sous-famille éteinte de la famille des Hominidae.

## Débat
Selon le paléoprimatologue canadien David R. Begun, de l'université de Toronto, Griphopithecus pourrait être issu d'Afropithecus, un Hominoidea fossile trouvé au Kenya et daté d'environ 17,5 millions d'années (Ma). Griphopithecus serait arrivé en Europe il y a quelque 17 Ma, à la faveur de la collision des plaques arabo-africaine et eurasiatique. Il se serait diffusé ensuite vers l'Anatolie. Il pourrait être l'ancêtre de Dryopithecus, dont les fossiles sont connus en Europe à partir de 12,5 Ma, et de toute la sous-famille des Homininae, à laquelle appartient le genre Homo,.
Selon d'autres chercheurs, l'ascendance de la lignée humaine est à rechercher en Afrique, parmi les Homininae africains, qui sont toutefois maigrement représentés dans le registre fossile à ce jour.